# Manu Ginóbili
Emanuel David Ginóbili, znany jako Manu Ginóbili, (ur. 28 lipca 1977 w Bahía Blanca) – argentyński koszykarz, występujący na pozycji rzucającego obrońcy, czterokrotny mistrz NBA, multimedalista międzynarodowych imprez koszykarskich. 
Ginóbili sukcesy na arenie międzynarodowej zaczął odnosić we włoskim Kinderze Bolonia, z którym zdobył w 2001 roku potrójną koronę – mistrzostwo Włoch, Puchar Włoch oraz mistrzostwo Euroligi. Rok później trafił do NBA, do San Antonio Spurs, którzy wybrali go w drafcie 3 lata wcześniej. W 2003, 2005, 2007 i 2014 zdobył z tą drużyną mistrzostwo ligi, zaś z reprezentacją Argentyny zdobył mistrzostwo na Igrzyskach Olimpijskich w Atenach w 2004 roku.
W sezonie 2006/2007 zajął drugie miejsce w głosowaniu na najlepszego „szóstego” zawodnika ligi NBA. W 2008 został już laureatem nagrody dla najlepszego rezerwowego ligi,zaliczono go także do III składu NBA.
Otrzymał również wiele innych indywidualnych nagród w swoim kraju. W 2004 został triumfatorem nagrody dla najlepszego sportowca dekady – Argentina's Athlete of the Decade, przyznanej przez sieć telewizyjną TyC Sports. Był także trzykrotnym zwycięzcą Clarin's Premio Consagracion de Oro award (2002, 2004-05). Uznawano go wielokrotnie sportowcem roku w Argentynie oraz najlepszym latynoskim koszykarzem (Fox Sports Espanol's Latin American Basketball Player of the Year – 2003-05).
Wraz z byłą gwiazdą NBA Billem Bradleyem są jedynymi zawodnikami w historii, którzy mogą się pochwalić trzema najważniejszymi tytułami mistrzowskimi: Igrzysk Olimpijskich, NBA oraz Euroligi.
27 sierpnia 2018 ogłosił zakończenie kariery zawodniczej. 28 marca 2019 Spurs zastrzegli należący do Ginóbiliego numer 20.

## Osiągnięcia i wyróżnienia

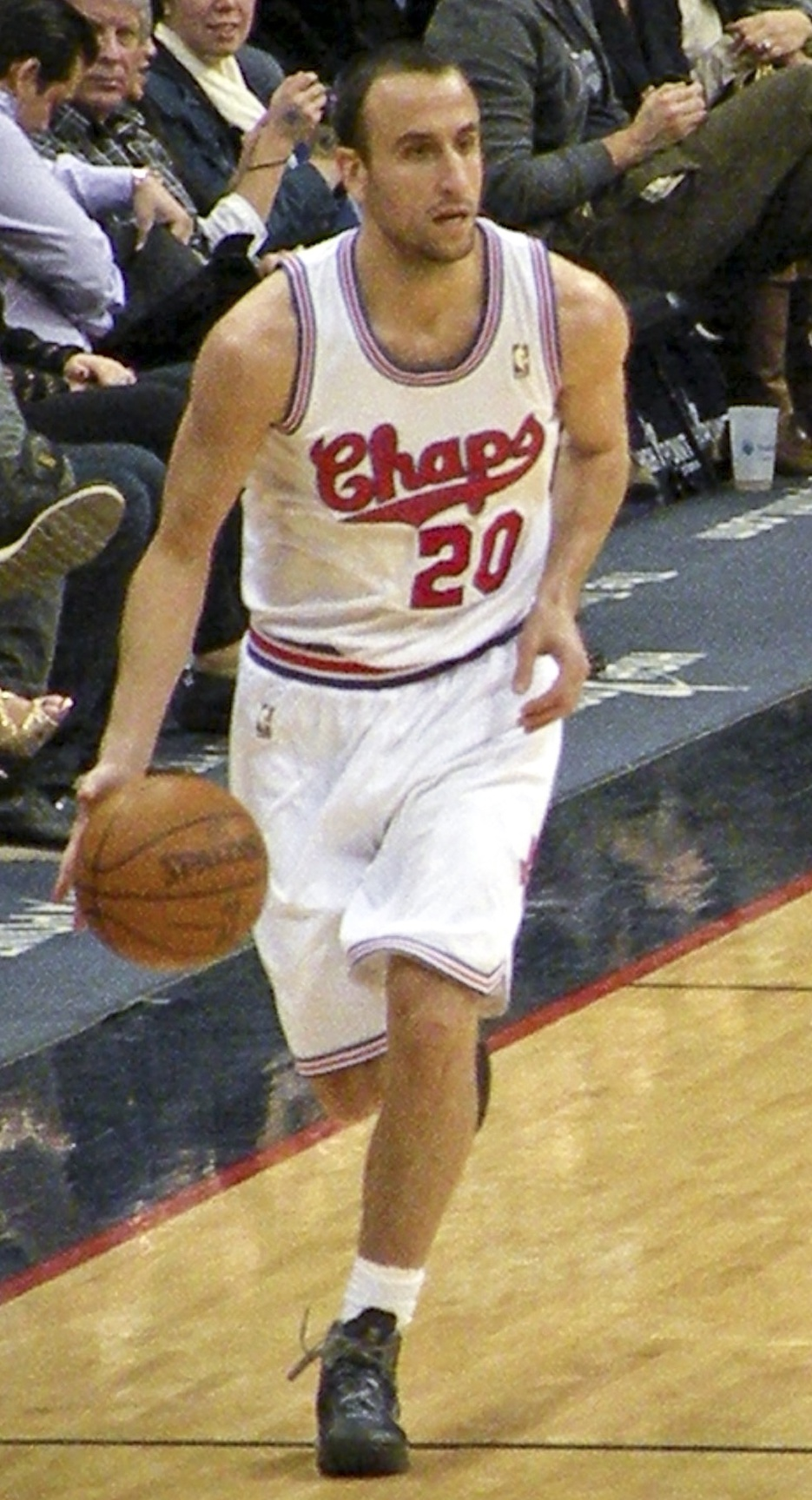
Manu Ginóbili w koszulce retro Texas Chaparrals (1970/1971) podczas spotkania New Jersey Nets vs. San Antonio Spurs (2.11.2012), w ramach Hardwood Classic Night.

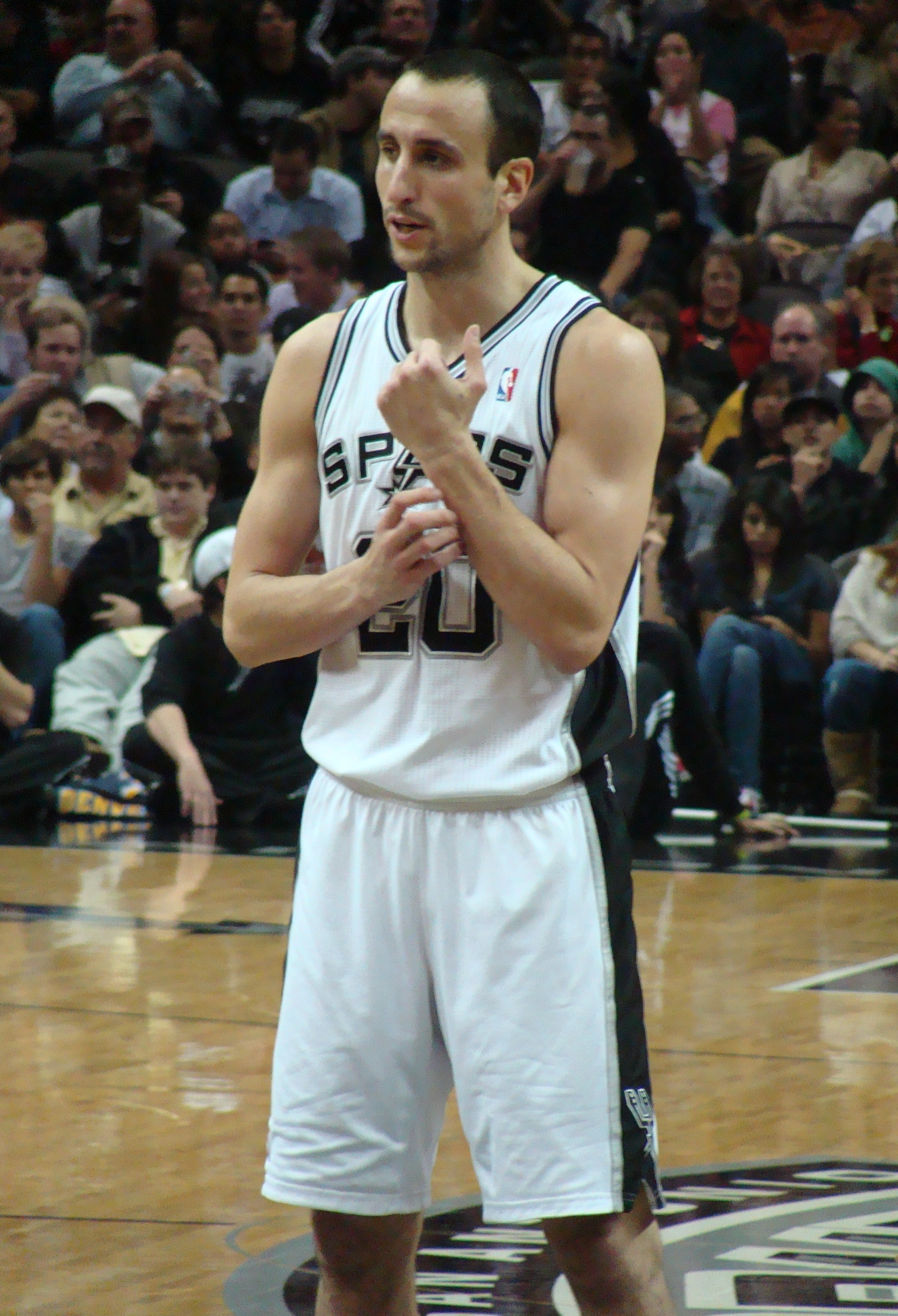
Ginobili na linii rzutów wolnych, podczas spotkania Spurs-Nuggets (22 grudnia 2010 - San Antonio.

Na podstawie, o ile nie zaznaczono inaczej.

### NBA
- 4–krotny mistrz NBA (2003, 2005, 2007, 2014)[9]
- Wicemistrz NBA (2013)
- 2–krotny uczestnik meczu gwiazd NBA (2005, 2011)
- Zdobywca nagrody dla najlepszego rezerwowego ligi (2008)[10]
- Zaliczony do:
  - III składu NBA (2008, 2011)
  - II składu debiutantów NBA (2003)[11]
- 2–krotnie wybierany do udziału w NBA Rookie Challenge (2003, 2004). Z powodu kontuzji nie wystąpił w 2003 roku.
- Debiutant Miesiąca (marzec 2003)
- Lider play-off w:
  - średniej przechwytów (2010, 2011)[12]
  - liczbie celnych rzutów wolnych (2005)[13]

### Argentyna i Europa
Drużynowe
- Mistrz:
  - Euroligi (2001)
  - Włoch (2001)
- Wicemistrz Euroligi (2002)
- Zdobywca pucharu Włoch (2001, 2002)
- Finalista superpucharu Włoch (2000)
- 3. miejsce w Serie A2, awans do najwyższej klasy rozgrywkowej (1999)

Indywidualne
- MVP:
  - ligi włoskiej (2001-02)
  - finałów Euroligi (2001)
  - pucharu Włoch (2002)
- Lider:
  - strzelców finałów Euroligi (2001, 2002)
  - ligi włoskiej w przechwytach (2002)
- Uczestnik meczu gwiazd ligi włoskiej (1999–2001)
- Zaliczony do:
  - I składu Euroligi (2002)[14]
  - grona 50 największych osobowości w historii Euroligi (2008)
- Laureat nagród:
  - największy postęp ligi:
    - argentyńskiej (1998)
    - włoskiej (2000–2002)[15]

  - Diamond Konex Award (2010)
  - Olimpia de Oro (2003, 2004)

### Kadra
Drużynowe
- Mistrz:
  - olimpijski (2004)
  - Ameryki (2001, 2011)
- Wicemistrz:
  - świata (2002)
  - Ameryki (2003)
  - Ameryki Południowej (1999)
  - turnieju FIBA Diamond Ball (2008)
- Brąz:
  - igrzysk olimpijskich (2008)
  - turnieju FIBA Diamond Ball (2004)
- Uczestnik:
  - mistrzostw świata:
    - 1998 – 8. miejsce, 2002, 2006 – 4. miejsce
    - U–22 (1997 – 4. miejsce)

  - igrzysk olimpijskich (2004, 2008, 2012 – 4. miejsce, 2016 – 8. miejsce)

Indywidualne
- MVP:
  - Igrzysk olimpijskich 2004
  - mistrzostw Ameryki (FIBA Americas 2001)[16]
- Zaliczony do składu najlepszych zawodników mistrzostw:
  - świata (2002, 2006)
  - Ameryki FIBA (2003, 2011)
- Lider igrzysk olimpijskich w skuteczności rzutów wolnych (2012 – 100%)[17]